# 白金台站
白金台站（日语：／ Shirokanedai eki */?）是位於日本東京都港區白金台四丁目，屬於東京地下鐵、東京都交通局（都營地下鐵）的鐵路車站。
此站位於東京地下鐵的南北線與都營地下鐵的三田線的重複路段，兩條路線的列車都停靠。此站是兩間公司的共同使用站，而車站業務則由東京地下鐵執行。南北線的車站編號是N 02、三田線是I 02。

## 歷史
- 2000年（平成12年）9月26日：開業[1]
- 2004年（平成16年）4月1日：帝都高速度交通營團（營團地下鐵）民營化，南北線車站由東京地下鐵繼承。
- 2015年（平成27年）3月12日：南北線、三田線更換發車音樂[4]。

## 車站構造
側式月台2面2線之地下車站。南北線中只有本站與王子神谷站使用此月台配置。東京地下鐵擁有本站設施，並由東京地下鐵南北線、都營三田線共用車站設備。
本站是採用特殊的可拆式三圓型潛盾工法建造，月台部分大半由潛盾機挖掘，僅兩端採明挖式。這是為了降低對目黑至白金台區間流往國立科學博物館附屬自然教育園的地下水影響所選擇的工法。動工前，部分居民由於擔心影響自然教育園而發起反對運動。由於此特殊構造，一般獨立設置的月台門在本站是與支柱一體設置。
站內的自動售票機有東京地下鐵與都營地下鐵兩種機器，但兩者皆可購入往白金高輪站、目黑站的乘車券。
出口分為外苑西通（白金通）方向的1號出口與日吉坂、八芳園方向的2號出口。23時至隔天6時僅開放2號出口。
2007年7月起，2號出口附近新設穿越目黑通的斑馬線。
本站設了22台電扶梯。月台深度27.2公尺，相當於地下4 - 5樓。

### 月台配置
| 月台 | 路線          | 目的地                 | 備註                                                 |
| ---- | ------------- | ---------------------- | ---------------------------------------------------- |
| 1    | 南北線        | 赤羽岩淵、浦和美園方向 | 赤羽岩淵站直通 埼玉高速鐵道線 （往浦和美園方向列車） |
| 1    | 三田線        | 巢鴨、西高島平方向     |                                                      |
| 2    | 南北線 三田線 | 目黑、日吉方向         | 目黑站直通 東急目黑線                                |

（來源：東京地下鐵:構內圖 （页面存档备份，存于））、（來源：都營地下鐵:車站構內圖 （页面存档备份，存于））

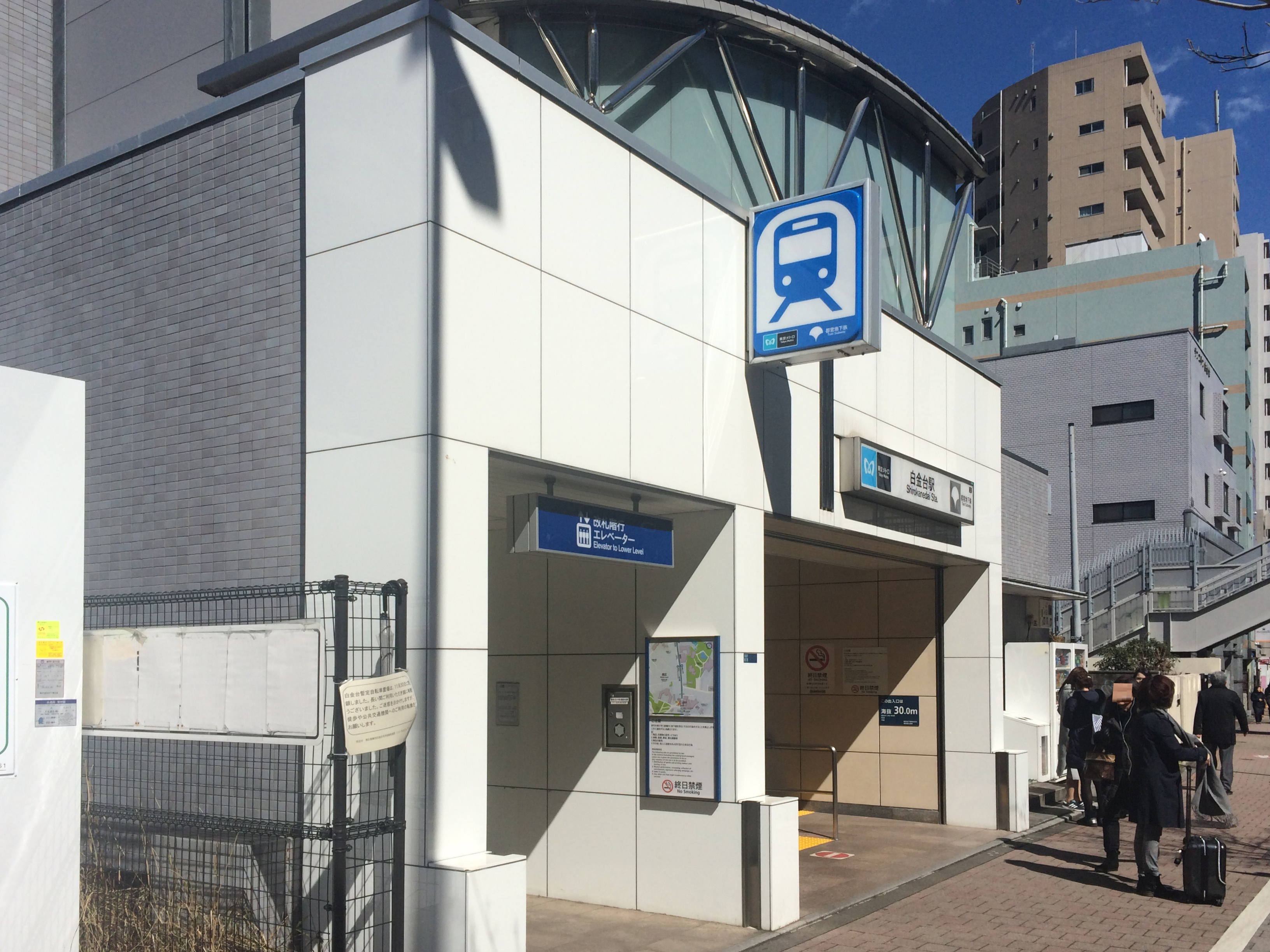
2號出入口（2017年3月3日）
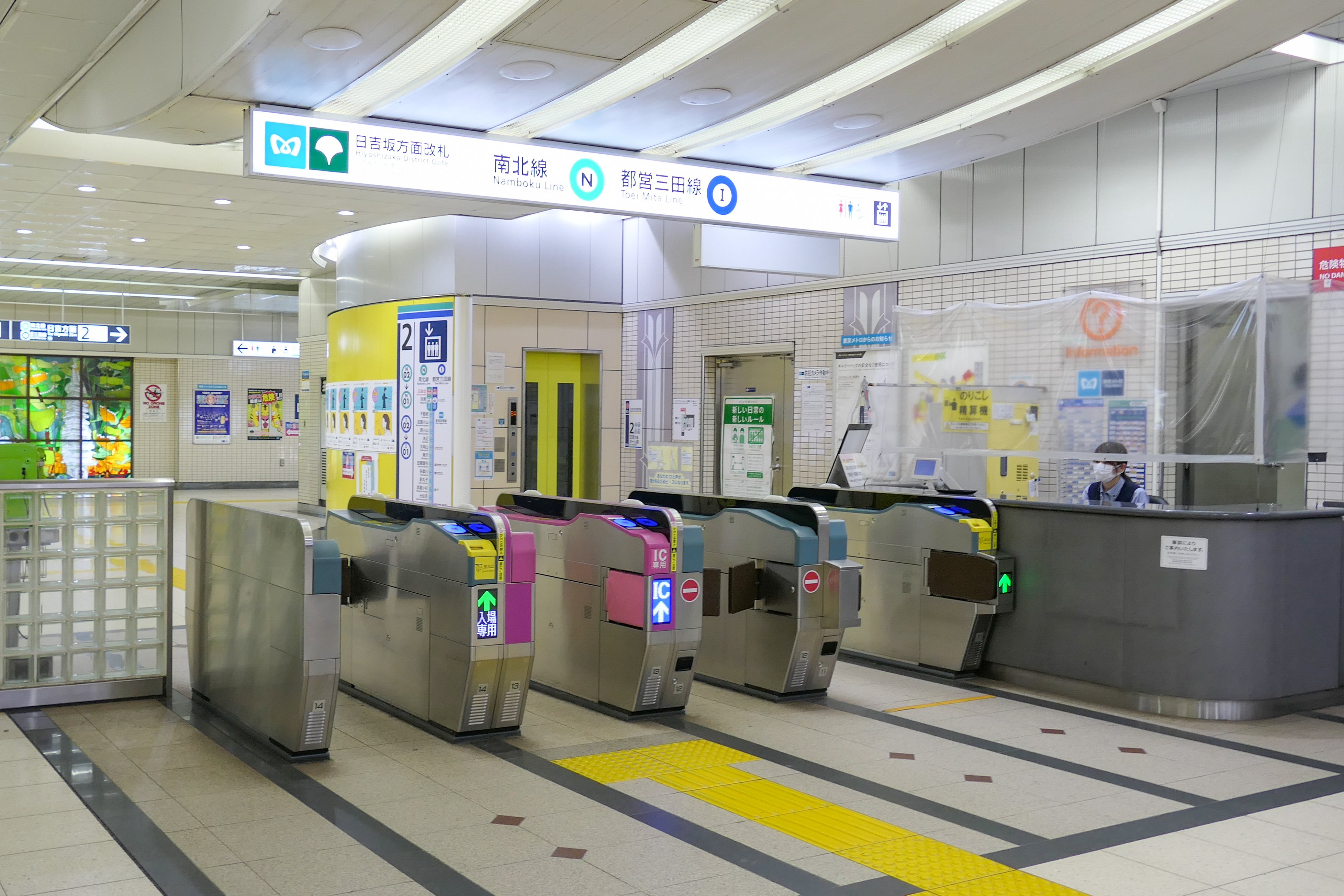
日吉坂方面檢票口（2022年5月）
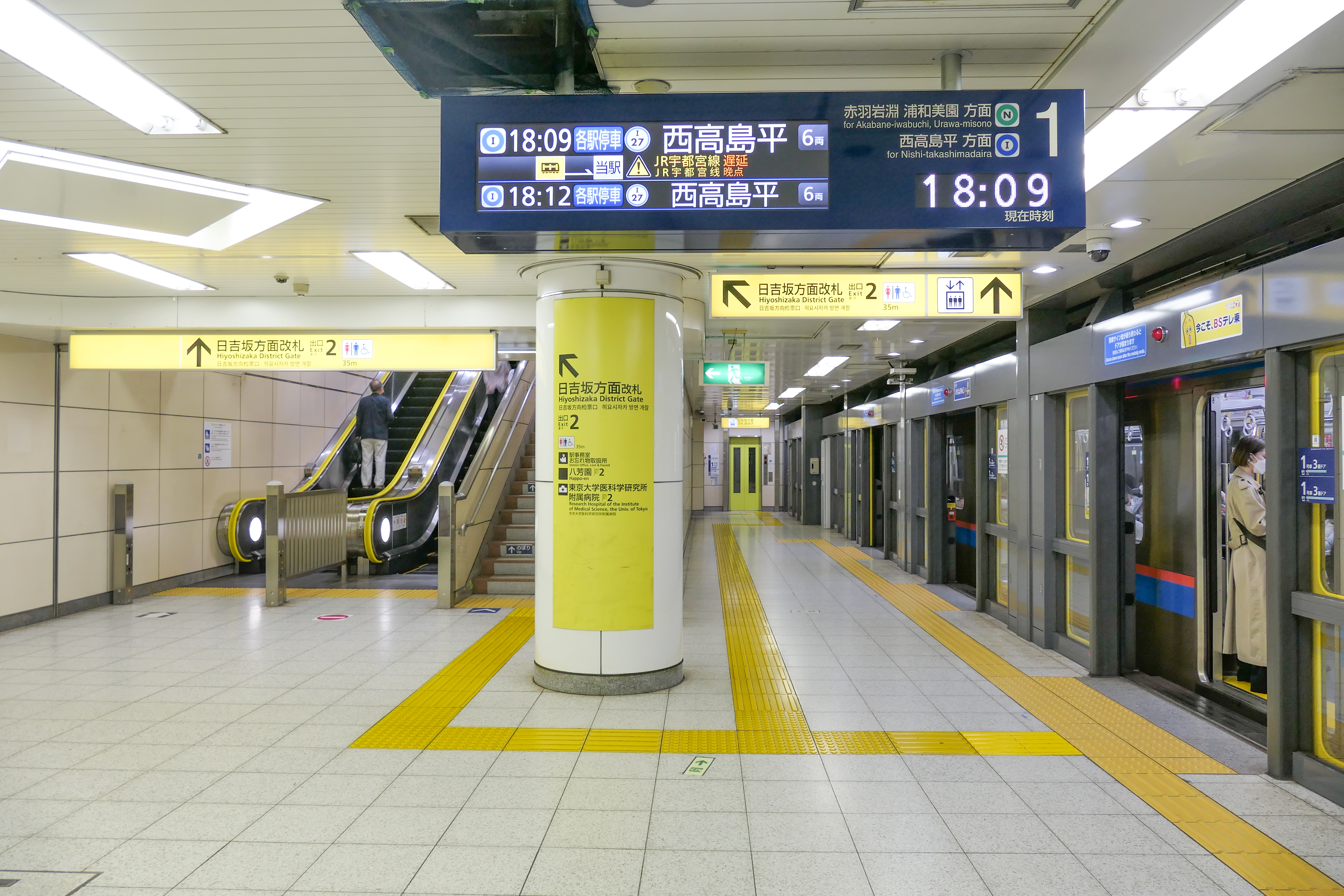
1號月台（2022年5月）
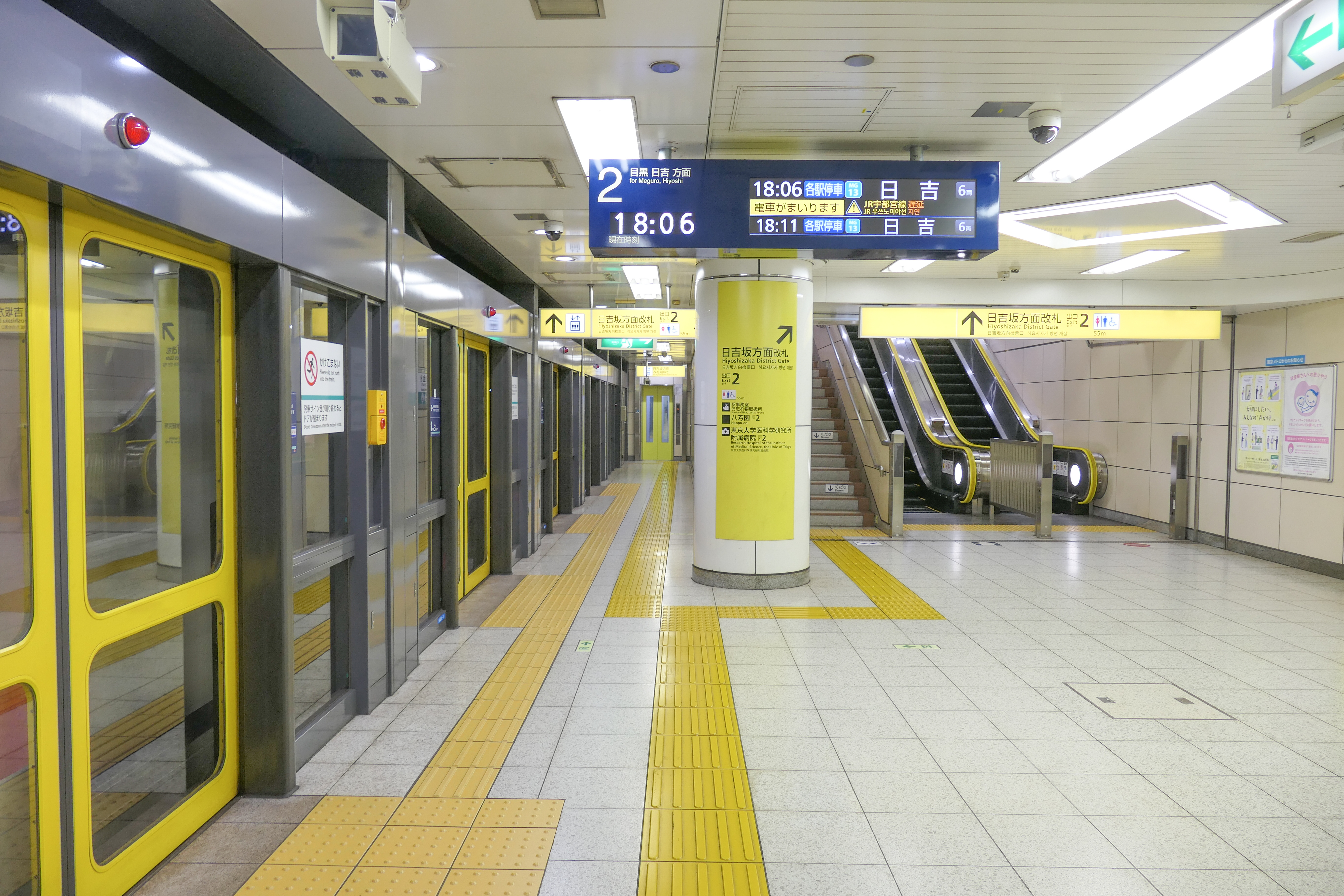
2號月台（2022年5月）

## 利用狀況
- 東京地下鐵 - 2017年度1日平均上下車人次為18,193人[使用人數 1]。
含目黑站、東急目黑線方向的上下車人次。
- 都營地下鐵 - 2017年度1日平均上下車人次為10,819人（上車人次5,011人，下車人次5,808人）[使用人數 2]。

各年度1日平均上下車人次如下表。
| 年度               | 東京地下鐵         | 東京地下鐵 | 都營地下鐵         | 都營地下鐵 |
| 年度               | 1日平均 上下車人次 | 增長率     | 1日平均 上下車人次 | 增長率     |
| ------------------ | ------------------ | ---------- | ------------------ | ---------- |
| 2003年（平成15年） | 10,300             | 14.2%      | 7,838              | 7.7%       |
| 2004年（平成16年） | 11,241             | 9.1%       | 8,138              | 3.8%       |
| 2005年（平成17年） | 12,308             | 9.5%       | 8,585              | 5.5%       |
| 2006年（平成18年） | 12,649             | 2.8%       | 9,200              | 7.2%       |
| 2007年（平成19年） | 14,535             | 14.9%      | 9,082              | −1.3%      |
| 2008年（平成20年） | 15,174             | 4.4%       | 9,161              | 0.9%       |
| 2009年（平成21年） | 15,372             | 1.3%       | 9,426              | 2.9%       |
| 2010年（平成22年） | 15,518             | 0.9%       | 9,499              | 0.8%       |
| 2011年（平成23年） | 15,245             | −1.8%      | 9,262              | −2.5%      |
| 2012年（平成24年） | 15,543             | 2.0%       | 9,544              | 3.0%       |
| 2013年（平成25年） | 16,426             | 5.7%       | 9,965              | 4.4%       |
| 2014年（平成26年） | 16,730             | 1.9%       | 10,129             | 1.6%       |
| 2015年（平成27年） | 17,405             | 4.0%       | 10,415             | 2.8%       |
| 2016年（平成28年） | 17,969             | 3.2%       | 10,668             | 2.4%       |
| 2017年（平成29年） | 18,193             | 1.2%       | 10,819             | 1.4%       |

各年度1日平均上車人次變化如下表。
| 年度               | 營團／東京地下鐵 | 都營地下鐵 | 來源              |
| ------------------ | ---------------- | ---------- | ----------------- |
| 2000年（平成12年） | 3,551            | 2,449      | [ 東京都統計 1 ]  |
| 2001年（平成13年） | 4,238            | 3,195      | [ 東京都統計 2 ]  |
| 2002年（平成14年） | 4,622            | 3,523      | [ 東京都統計 3 ]  |
| 2003年（平成15年） | 5,298            | 3,784      | [ 東京都統計 4 ]  |
| 2004年（平成16年） | 5,458            | 3,937      | [ 東京都統計 5 ]  |
| 2005年（平成17年） | 6,104            | 4,153      | [ 東京都統計 6 ]  |
| 2006年（平成18年） | 6,326            | 4,447      | [ 東京都統計 7 ]  |
| 2007年（平成19年） | 7,429            | 4,243      | [ 東京都統計 8 ]  |
| 2008年（平成20年） | 7,863            | 4,192      | [ 東京都統計 9 ]  |
| 2009年（平成21年） | 7,962            | 4,268      | [ 東京都統計 10 ] |
| 2010年（平成22年） | 8,036            | 4,299      | [ 東京都統計 11 ] |
| 2011年（平成23年） | 7,858            | 4,197      | [ 東京都統計 12 ] |
| 2012年（平成24年） | 8,058            | 4,318      | [ 東京都統計 13 ] |
| 2013年（平成25年） | 8,501            | 4,533      | [ 東京都統計 14 ] |
| 2014年（平成26年） | 8,611            | 4,636      | [ 東京都統計 15 ] |
| 2015年（平成27年） | 8,948            | 4,784      | [ 東京都統計 16 ] |
| 2016年（平成28年） | 9,219            | 4,913      | [ 東京都統計 17 ] |
| 2017年（平成29年） |                  | 5,011      |                   |

## 車站周邊
- 明治學院大學白金校區
- 明治學院高等學校（日语：明治学院高等学校）
- 東京大學醫科學研究所（日语：東京大学医科学研究所）
  - 東京大學醫科學研究所附屬醫院（日语：東京大学医科学研究所附属病院）
- 八芳園（日语：八芳園）
- 白金通
- 國立科學博物館附屬自然教育園（日语：国立科学博物館附属自然教育園）
- 港區白金台兒童館、港區白金台福祉會館
- 厄利垂亞駐日大使館
- 白俄羅斯駐日大使館
- 臺北駐日經濟文化代表處
- 港白金台郵便局
- 東京喜來登都酒店（日语：シェラトン都ホテル東京）
- 松岡美術館
- 最正山覺林寺（日语：覚林寺）（清正公）
- 舊國立公眾衛生院（日语：国立公衆衛生院）

## 巴士路線
白金台站前巴士站可搭乘都營巴士與東急巴士路線。
- 都營巴士
  - 品93 ：經品川站高輪口往大井競馬場、往品川車庫／往目黑站[7]
- 東急巴士
  - 東98：經赤羽橋站前往東京站南口／經目黑站前、都立大學站北口往等等力操車所、往清水（日语：東急バス目黒営業所）

東京喜來登都酒店可搭乘東京空港交通（利木津巴士）往羽田機場、成田機場。

## 相鄰車站
東京地下鐵、 都營地下鐵
 南北線、 三田線
目黑（I 01、N 01）－白金台（I 02、N 02）－白金高輪（I 03、N 03）

### 資料來源
地下鐵1日平均使用人數
1. ↑  各駅の乗降人員ランキング （页面存档备份，存于） - 東京メトロ
2. ↑  各駅乗降人員一覧 （页面存档备份，存于） - 東京都交通局

地下鐵統計資料
1. ↑  .   [2017-07-20]. （原始内容存档于2017-07-31）.
2. ↑  .   [2017-05-06]. （原始内容存档于2016-04-01）.
3. ↑  行政資料集 （页面存档备份，存于） - 港区

東京都統計年鑑
1. ↑  .   [2017-05-06]. （原始内容存档于2016-03-04）.
2. ↑  .   [2017-05-06]. （原始内容存档于2016-03-04）.
3. ↑  .   [2017-05-06]. （原始内容存档于2017-07-29）.
4. ↑  .   [2017-05-06]. （原始内容存档于2017-07-29）.
5. ↑  .   [2017-05-06]. （原始内容存档于2017-07-29）.
6. ↑  .   [2017-05-06]. （原始内容存档于2017-07-29）.
7. ↑  .   [2017-05-06]. （原始内容存档于2017-07-29）.
8. ↑  .   [2017-05-06]. （原始内容存档于2017-07-29）.
9. ↑  .   [2017-05-06]. （原始内容存档于2017-07-29）.
10. ↑  .   [2017-05-06]. （原始内容存档于2016-03-26）.
11. ↑  .   [2017-05-06]. （原始内容存档于2016-03-27）.
12. ↑  .   [2017-05-06]. （原始内容存档于2016-03-25）.
13. ↑  東京都統計年鑑（平成24年）[]
14. ↑  東京都統計年鑑（平成25年）[]
15. ↑  .   [2017-05-06]. （原始内容存档于2017-07-30）.
16. ↑  .   [2019-01-18]. （原始内容存档于2018-11-09）.
17. ↑  .   [2019-01-18]. （原始内容存档于2019-05-02）.

## 外部連結
- 白金台/N02 | 路線・車站資訊 | 東京地下鐵
- 白金台 - 東京都交通局